# Гутшмид, Герман Альфред
Герман Альфред Гутшмид (1831—1887) — немецкий историк.

## Биография
Был профессором в Киле, Кёнигсберге, Иене и Тюбингене. Его выступления против немецкой школы ассириологии в «Neue Beiträge zur Geschichte des alten Orients» (Leipz. 1876), способствовали устранению недочетов ассириологии и введению более критического метода разработки истории классического Востока. С 1878 г. состоял членом-корреспондентом Императорской СПб. академии наук.
Значением своим Гутшмид обязан не количеству трудов и не блеску изложения, но обширному знакомству со всеми, даже малодоступными источниками, остроумной критике их и образцовому методу разработки. Особенно он любил переходные эпохи, изучение культурных отношений Востока и Запада.
Сочинения его, рассеянные по журналам, собраны Рюлем под загл.: «Kleine Schriften von Alfred von Gutschmid» (5 Bände, Leipzig 1889—1894.